# Tian’anmen-Mütter

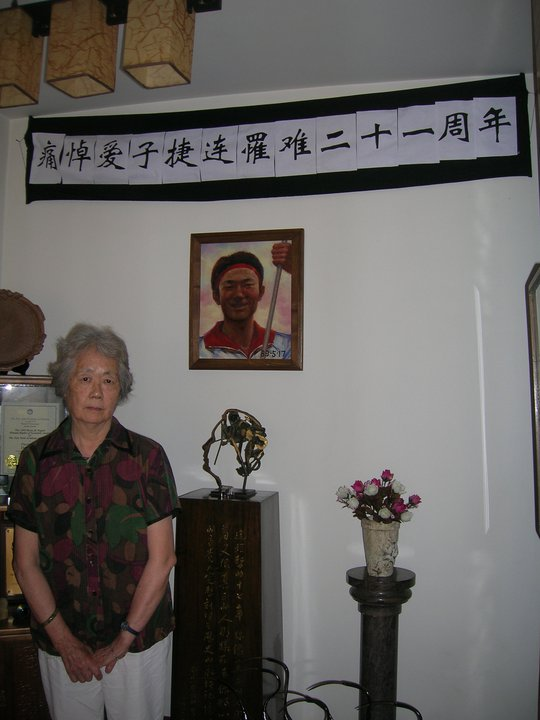
Ding Zilin vor einem Porträt ihres Sohnes

Die Tian'anmen-Mütter sind eine Gruppe chinesischer Demokratieaktivisten, die eine Positionsänderung der chinesischen Regierung hinsichtlich des Tian’anmen-Massakers von 1989 auf dem Pekinger Tiananmenplatz fordern. Die Gruppe wird von Ding Zilin, einer Universitätsprofessorin im Ruhestand, geleitet, deren halbwüchsiger Sohn von Regierungstruppen während der Proteste erschossen worden war.
Die Gruppe, die aus Eltern, Freunden und Verwandten der Opfer des Massakers besteht, bildete sich im September 1989, als Ding mit ihrem Ehemann Jiang Peikun eine andere Mutter, Zhang Xianling, traf, deren neunzehnjähriger Sohn auch am 4. Juni 1989 getötet wurde. Neben dem Protest verbreitet die Gruppe auch Informationen über die Ereignisse in der Öffentlichkeit, auch über das Internet. Gegenwärtig besteht die Gruppe aus Verwandten von 125 während der Proteste getöteten Personen. Für ihre Arbeit ist Ding auch „Anwältin der Toten“ genannt worden.

## Interessenvertretung der Opfer durch „Tian’anmen-Mütter“
Die Gruppe fordert von der chinesischen Regierung eine Änderung der offiziellen Position zu den Geschehnissen und versucht, die chinesische Öffentlichkeit mit unabhängigen Informationen zum „Massaker des 4. Juni“ zu versorgen. Zu den Anfangsforderungen gehörte noch die Beendigung der Verfolgung und das Recht der Angehörigen, öffentlich um ihre Opfer trauern zu dürfen. Seit 1995 forderte die Gruppe nicht mehr nur eine öffentliche Untersuchung, sondern zusätzlich die Entschädigung der Hinterbliebenen und die Bestrafung der Verantwortlichen. Seit 1999 liegt der Schwerpunkt der Forderungen auf einem Dialog mit der Regierung, der jedoch von dieser bisher abgelehnt wurde.

## Reaktion der kommunistischen Partei
Die „Mütter des Tiananmen“ kämpfen gegen die Zensur, welche jedes Jahr im Vorfeld des Jahrestages durch die Behörden verschärft wird. Ding Zilin und andere Eltern und Angehörige von Opfern des Massakers dürfen ihre Häuser nicht verlassen, ihre Telefone werden abgehört. Die Wohnung von Ding wird rund um die Uhr bewacht, bis der 4. Juni vorbei ist, wird ihr der Kontakt zur Außenwelt verwehrt. Mit der Amtsübernahme von Staats- und Parteichef Xi Jinping hat die Überwachung zugenommen, seit Anfang 2015 wurden bei manchen Angehörigen der Opfer des Massakers heimlich Abhöranlagen in den Wohnungen installiert.